# Lozna (Botoșani)
Lozna è un comune della Romania di 2 220 abitanti, ubicato nel distretto di Botoșani, nella regione storica della Moldavia.
Il comune è formato dall'unione di 2 villaggi: Lozna e Străteni.
Lozna è divenuto comune autonomo nel 2003, staccandosi dal comune di Dersca.